# J.Z. Knight
Judy Zebra Knight (ur. jako Judith Darlene Hampton 16 marca 1946, w Roswell w stanie Nowy Meksyk) – amerykańska nauczycielka duchowości i pisarka, która twierdzi, że drogą channelingową (kanałową) otrzymuje przesłanie od żyjącego 35 tysięcy lat wcześniej na Lemurii ducha-wojownika oraz nauczyciela duchowego o imieniu Ramtha. Bardziej znana jako J.Z. Knight.

## Ramtha i Szkoła Oświecenia Ramthy
Zasugerowano, aby wydzielić z tego artykułu informacje nt. Ramthy i Szkoły Oświecenia Ramthy do artykułu Szkoła Oświecenia Ramthy.  (dyskusja)
Do objawienia się jej Ramthy miało dojść w 1977 roku w Tacomie, w jej kuchni. Rok później zaczęła channeling dla Ramthy i rozpoczęła głosić jego nauki za darmo. W 1988 roku założyła Szkołę Oświecenia Ramthy (ang. Ramtha's School of Enlightenment, RSE). Jej wyznawcy przeczą, jakoby był to ruch religijny lub sekta (choć media właśnie tak nazywają RSE), odcinają się także od ruchu New Age (choć są tak nazywani przez media). Twierdzą, że J.Z. Knight, przez którą przemawia Ramtha, udziela im lekcji m.in. wskrzeszania zmarłych, przewidywania przyszłości, tworzenia złota, lewitowania. Ośrodek RSE mieści się w Yelm w hrabstwie Thurston w stanie Waszyngton. W nauki Ramthy wplecione są m.in. motywy fizyki kwantowej. W 2001 roku J.Z. Knight wskazała, że wioska Spinello w gminie Santa Sofia jako jedyna przetrwa zapowiedziany przez Majów koniec świata. W jednym z proroctw twierdziła, że ci, którzy odrzucą Ramthę, zostaną zjedzeni przez ludzi-jaszczurów towarzyszących Jehowie, gdy ten wróci na Ziemię w swym statku kosmicznym. Członkinią RSE jest m.in. 
J.Z. Knight jest właścicielką praw autorskich Ramthy. Prowadzi waszyngtońską korporację JZK, Inc, w której skład wchodzą m.in. Ramtha's School of Enlightenment, wydawnictwo JZK Publishing publikujące książki i nagrania audio i wideo, a także sklep JZ Rose (pierwotnie The Outback Boutique) oferujący akcesoria związane z Ramthą. Obecnie firma JZK, Inc, ma roczne dochody w wysokości od 10 do 20 milionów dolarów. Jest również prezesem zarządu fundacji JZ Knight Humanities Foundation, która od roku 1988 do lipca 2006 przekazała prawie 1,2 miliona dolarów na stypendia dla uczniów Yelm High School. Członkinią RSE jest m.in. znana aktorka Linda Evans, która dołączyła do niej w 1985 roku, po tym, jak zachorowała i szukając niekonwencjonalnych metod leczenia zainteresowała się naturopatią i filozofią Wschodu.
Tygodnik „Time” nazwał ją w 1987 roku „prawdopodobnie największym celebrytą ze wszystkich współczesnych mediów kanałowych”.

### Kontrowersje
J.Z. Knight była oskarżana przez byłych członków RSE o rzekome pranie mózgów, o bycie duchowym drapieżcą, oraz o stosowanie zastraszania i zawstydzania, czego przykładem miało być wspomniane proroctwo o ludziach-jaszczurach.
W 2022 roku znaleziono martwą parę (67-latka i 65-latkę) członków Szkoły Oświecenia Ramthy, którzy najprawdopodobniej popełnili samobójstwa strzelając sobie w usta z pistoletów. Teoretyzuje się, że ich śmierć miała związek z przynależnością do RSE.

## W mediach
Występowała w popularnych amerykańskich programach telewizyjnych, takich jak Larry King Live i The Merv Griffin Show. Wystąpiła również w filmach paradokumentalnych What the Bleep Do We Know!? (2004) oraz What the Bleep!? Down the Rabbit Hole (2006) wyprodukowanych przez członków Ramtha's School of Enlightenment.

## Życie poza Ramthą
Judy Zebra Knight nie posiada dyplomu ukończenia studiów w zakresie nauczania lub nauk przyrodniczych czy ścisłych. Po ukończeniu szkoły średniej podjęła naukę w szkole biznesu, z której jednak zrezygnowała. Zanim, jak twierdzi, objawił jej się Ramtha, pracowała w branży telewizji kablowej. Twierdzi też, że dorobiła się majątku inwestując w firmę Primus Software Corporation. Mieszka w wartym 3 miliony dolarów domu typu compound w Yelm, w stanie Waszyngton. Na terenie jej nieruchomości znajduje się też stajnia, ozdobiona tapetą oraz żyrandolem.
Miała co najmniej kilku mężów, echem w mediach odbił się pozew, który został złożony przez jej piątego (wtedy już byłego) męża – Jeffrey Knight, który rozwiódł się z J.Z. Knight w 1989 roku, pozwał ją parę lat później, ponieważ podczas rozwodu zaakceptował ugodę w związku z którą otrzymał 120 tys. dolarów. Pierwotnie domagał się on 10 tys. dolarów wypłacanych co miesiąc, ale dowiedział się od Lindy Evans, że J.Z. Knight jest zadłużona na kilka milionów dolarów. Jeffrey obwiniał także J.Z. Knight o to, że nie leczył swojego AIDS (którym zaraził się podczas jednopłciowego stosunku z innym mężczyzną) ponieważ Ramtha "powiedział mu, że nauczy go jak się leczyć, że ma się tym nie martwić i że nie umrze z powodu zarazy". Zgodził się na wspomnianą jednorazową zapłatę 120 tys. dolarów zamiast comiesięcznych wypłat, ponieważ chciał mieć opiekę Ramthy w chorobie.
J.Z. Knight poznała Jeffreya, profesjonalnego trenera koni, w 1980 roku, będąc jeszcze żoną swego poprzedniego, 4. męża. Po tym, jak Ramtha zapewnił ją, że ona i Jeffrey są bratnimi duszami, wzięli oni ślub w 1984 roku.
J.Z. Knight twierdziła, że wszystkie jej decyzje kontrolował brytyjski duch o imieniu Charles.